# Margaret Walker (Leichtathletin)
Margaret Walker (verheiratete Prince; * 2. Januar 1925 in Spilsby; † 10. Mai 2016 in Saxmundham) war eine britische Sprinterin.
Bei den Olympischen Spielen 1948 in London wurde sie Fünfte über 200 m und kam mit der britischen Mannschaft auf den vierten Platz in der 4-mal-100-Meter-Staffel.
1950 gewann sie bei den British Empire Games in Auckland Silber mit der englischen 660-Yards-Stafette und Bronze mit der englischen 440-Yards-Stafette. Über 100 und 220 Yards schied sie im Vorlauf aus.
1946 wurde sie Englische Meisterin über 400 m.

## Persönliche Bestzeiten
- 100 Yards: 11,3 s, 1947
- 220 Yards: 25,3 s, 10. September 1949, Southampton (entspricht 25,2 s über 200 m)
- 400 m: 59,3 s, 13. Juli 1946, London